# CS Rapid București
| Perioada     | Nume                    |
| 1923–1937    | CS CFR București        |
| 1937–1945    | CS Rapid București      |
| 1945–1950    | CS CFR București        |
| 1950–1958    | CS Locomotiva București |
| 1958–prezent | CS Rapid București      |

Clubul Sportiv Rapid București, cunoscut ca CS Rapid București, este un club polisportiv care a fost înființat în 1923, în București, România.

## Istorie
Istoria clubului începe în ziua de 25 iunie 1923, când, într-o sală a școlii primare din cartierul Grivița, lucrătorii de la Atelierele Grivița au pus bazele "Asociației Culturale și Sportive CFR".

## Secția baschet feminin

### Intern
Liga Națională 
 Campioane (9) : 1950–51, 1951–52, 1959–60, 1960–61, 1961–62, 1964–65, 1968–69, 1971–72, 1977–78
 Cupa României
 Câștigătoare (2) : 1968–69, 1994–95

## Secția de baschet masculin

### Intern
Liga Națională
 Câștigători (1): 1951
 Locul 3 (3): 1961, 1964, 1983
 Cupa României
 Finaliști (1): 2024

## Secția de fotbal feminin

### Palmares și statistici

#### Intern
Liga a III-a (fotbal feminin)
 Campioane (1): 2023–24

## Secția de fotbal masculin

### Palmares și statistici
| Competiții naționale | Competiții internaționale |
| Superliga României Campioni (3): 1966-1967, 1998-1999, 2002-2003. Nerecunoscute de FRF (3): 1941-1942, 1943-1944, 1944-1945 Vicecampioni (14): 1936-37, 1937-38, 1939-40, 1940-41, 1948-49, 1950, 1963-64, 1964-65, 1965-66, 1969-70, 1970-71, 1997-98, 1999-2000 și 2005-06 Nerecunoscut de FRF: 1942-1943 Liga a II-a Campioni (6): 1952, 1955, 1974-75, 1982-83, 1989-90, 2015-16 Nerecunoscut de FRF: 1957 Vicecampioni (3) : 1979–80, 1981-82, 2013-14 Liga a III-a Campioni (1): 2018–19 Liga a IV-a – București Campioni (1): 2017–18 (ca Academia Rapid) Liga a V-a – București Campioni (1): 2016–17 (ca Mișcarea Feroviară CFR) Cupa României: Câștigătoare (13): 1934-35, 1936-37, 1937-38, 1938-39, 1939-40, 1940-41, 1941-42, 1971-72, 1974-75, 1997-98, 2001-02, 2005-06 și 2006-07 Finalistă (6): 1960-61, 1961-62, 1967-68, 1994-95, 1998-99, 2011-12 Supercupa României: Câștigătoare (4): 1999, 2002, 2003, 2007 Finalistă (2): 1998, 2006 Cupa Ligii Câștigătoare (1): 1994 | Cupa Europei Centrale Finalistă (1): Ediția a XIV-a, 1940, nedisputată din cauza începerii celui de-al Doilea Război Mondial Cupa Balcanică Câștigători (2): 1963-64, 1965-66 Campionatul European Feroviar Câștigători (1): 1966-68 Finaliști (2): 1959-61, 1969-71 Cupa UEFA * Sfert-Finalistă (1): Cupa UEFA 2005-2006 |

## Secția de handbal feminin

### Intern
- Liga Națională
  - Campioane (5): 1960–61, 1961–62, 1962–63, 1966–67, 2002–03, 2021-22
  - Vicecampioane  (5): 1963–64, 1965–66, 1992–93, 1994–95, 2004–05
- Cupa Națională 
  - Câștigătoare (1): 2003–04
  - Finaliste(2): 1991–92, 1993–94

### Internațional
- Cupa Campionilor Europeni EHF:
  - Câștigători (1): 1963–64
- Cupa EHF:
  - Câștigători (1): 1992–93
- EHF Challenge Cup:
  - Câștigători (1): 1999–00

## Secția de polo pe apă masculin

### Intern
- Superliga României la polo
  - Câștigători (13): 1933–34, 1934–35, 1939–40, 1942–43, 1971–72, 1974–75, 1975–76, 1976–77, 1980–80, 2000–01, 2001–02, 2002–03, 2003–04

## Secția de rugby masculin

### Intern
- Liga Națională de Rugby
  - Campioni (12): 1948, 1950, 1955, 1957, 1958, 1959, 1960, 1962, 1966, 1967, 1970, 1993
- Cupa României
  - Câștigători (5) : 1947, 1948, 1982, 1984, 1985

### Pe plan european
- Cupa Campionilor Europeni:
  - Câștigători (1) : 1964
  - Finalisti (1) : 1962

## Secția de volei feminin

### Intern
- Divizia A1:
  - Câștigători (19): 1949–50, 1958–59, 1964–65, 1967–68, 1971–72, 1972–73, 1973–74, 1991–92, 1992–93, 1993–94, 1994–95, 1995–96, 1996–97, 1998–99, 1999–00, 2000–01, 2001–02, 2003–04, 2005–06

### Internațional
- CEF Challenge Cup
  - Locul al treilea (1): 1989–90

## Secția de volei masculin

### Intern
- Divizia A1
  - Campioni (12): 1939, 1948–49, 1949–50, 1954–55, 1955–56, 1958–59, 1959–60, 1960–61, 1961–62, 1962–63, 1964–65, 1965–66
  - Vicecampioni (1): 2024

- Cupa României la volei masculin
  - Câștigători (1): 2023-24

### Internațional
- CEV Champions League:
  - Câștigători (3): 1960–61, 1962–63, 1964–65
  - Al doilea loc (4): 1959–60, 1961–62, 1965–66, 1966–67